# Aculepeira angeloi
Aculepeira angeloi là một loài nhện trong họ Araneidae.
Loài này thuộc chi Aculepeira. Aculepeira angeloi được miêu tả năm 2005 bởi Álvares, Loyola & De Maria.